# Бруклински музеј
Бруклински музеј је уметнички музеј у Њујорку, у општини Бруклин. Са површином од 52.000 квадратних метара, музеј је други по величини у Њујорку и садржи уметничку збирку са око 500.000 предмета. Налази се у близини насеља Проспект Хајтс, Краун Хајтс, Флатбуш и Парк Слоуп у Бруклину, а зграду музеја у стилу бо арт дизајнирао је McKim, Mead & White.
Бруклински музеј је основан 1823. године као Библиотека бруклинских шегрта и спојио се са Институтом за уметност и науке у Бруклину 1843. године. Музеј је замишљен као институција усмерена на широку јавност. Садашња зграда Бруклинског музеја датира из 1897. године и више пута је проширивана од тада. Музеј се у почетку суочавао са тешкоћама у одржавању своје зграде и збирке, али је обновљен крајем 20. века након великих реновација.
Значајни делови збирке обухватају антиквитете, посебно египатске антиквитете који обухватају период дужи од 3.000 година. Збирке европске, афричке, океанске и јапанске уметности такође су истакнуте. Америчка уметност је снажно заступљена, почевши од колонијалног периода. Међу уметницима који су заступљени у збирци налазе се Марк Ротко, Едвард Хопер, Норман Роквел, Џуди Чикаго, Винсло Хомер, Едгар Дега, Џорџија О'Киф и Макс Вебер.

## Историја
Порекло Бруклинског музеја датира из августа 1823. године,  када је Огастус Грејам основао Библиотеку бруклинских шегрта у Бруклин Хајтсу . Библиотека је званично основана 24. новембра 1824. године,  а камен темељац прве зграде библиотеке положен је 1825. године у улици Хенри и Кренбери. Библиотека се преселила у зграду Бруклинског лицеја у улици Вашингтон 1841. године. Две институције су се спојиле у Бруклински институт 1843. године; институт је нудио изложбе сликарства и вајарства и предавања на разне теме.  Зграда у улици Вашингтон је уништена у пожару 1891. године.

### Развој и отварање
У фебруару 1889. године, неколико истакнутих грађана Бруклина објавило је да ће почети са прикупљањем средстава за нови музеј за Бруклински институт. Заговорници музеја су брзо пронашли локацију источно од Проспект парка, на јужној страни Источног парка . Следеће године, под директором Френклином Хупером, руководиоци Института су се реорганизовали у Бруклински институт за уметност и науку и почели да планирају Бруклински музеј. Званичници Бруклина су организовали архитектонски конкурс за дизајн зграде, а уговор је на крају додељен фирми McKim, Mead & White . Конкурс је у часопису „Бруклин Дејли Игл“ окарактерисан као „један од најважнијих у историји архитектуре“, јер је музеј требало да садржи бројне одељке. Музеј је остао део Бруклинског института за уметност и науку, заједно са Бруклинском музичком академијом, Бруклинском ботаничком баштом и Бруклинским дечјим музејем, све док ове организације нису постале независне 1970-их.
Градоначелник Бруклина Чарлс А. Ширен је у јануару 1895. године пристао да издаје обвезнице у вредности од 300.000 долара годишње за изградњу музеја Бруклинског института. У почетку је постојало само једно крило и павиљон на западном делу музејског комплекса, површине 64 са 15 метара преко пута, требало је да буде изграђен. Инжењери су почели са истраживањем локације у мају  и открили да је темељна стена испод локације дубока неколико стотина стопа, што онемогућава изградњу темеља на чврстој стени. Ипак, инжењери су утврдили да је шљунковити насип испод локације довољно чврст да подржи зграду. Изградња западног крила Музеја уметности и науке у Бруклину званично је почела 14. септембра 1895. године. Свечаност поводом почетка изградње музеја одржана је 14. децембра исте године. Два од три спрата музеја су завршена до априла 1896.
Зграда музеја Бруклинског института завршена је у марту 1897. године, након што је изграђен тротоар између улаза у музеј и Источног парка. Прва изложба музеја била је колекција од скоро 600 слика, која је отворена за јавност 1. јуна 1897. године, неколико месеци пре званичног отварања музеја. Музеј Бруклинског института је званично отворен 2. октобра 1897. године и био је једна од последњих већих грађевина изграђених у граду Бруклину пре формирања града Великог Њујорка 1898. године.

### 20. век

#### 1900-их и 1910-их
Бруклински институт је одобрио изградњу централног улазног павиљона у мају 1899. године,  а Хупер је следећег месеца тражио 600.000 долара за овај додатак. Четвороспратна грађевина требало је да мери 43 са 37 метара. Централни павиљон је требало да обухвати предаваоницу са 1.250 места у подруму (заправо у нивоу приземља),  , као и салу скулптура на првом спрату, која би служила као главни хол музеја.  Други спрат је требало да садржи експонате из природне историје, док је трећи спрат требало да садржи слике. Законодавна скупштина државе Њујорк морала је да одобри обвезнице у вредности од 300.000 долара за павиљон, али то није учинила до краја 1899. године. Радови на централном крилу су почели у јуну 1900.  Централни део музеја је скоро завршен до јануара 1903. године,  али радови су споро напредовали због радних спорова.
Градоначелник Њујорка Сет Лоу потписао је закон у августу 1902. године којим се одобрава 150.000 долара за изградњу источног крила и павиљона Бруклинског института. Изградња источног крила коштала је 344.000 долара,  а званично је отворено 14. децембра 1907. године. Отварањем источног крила, зграда музеја је достигла једну осмину своје укупне планиране величине. Иако су музејске колекције наставиле да расту, влада града Њујорка била је спремна да музеју да само онолико средстава колико је потребно за основно одржавање. Неколико донатора института је 1905. године предложило да да 25.000 долара за одржавање „астрономске опсерваторије“ у Бруклинском музеју. Градски званичници су подржали оснивање опсерваторије 1907. године.
Бруклински институт је доделио уговор о изградњи крила Ф и Г, која се протежу јужно од централног павиљона, фирми Бенедето и Иган у мају 1911. године. Продужава се  37 метара јужно и мери 61 метар ширине, овај додатак је требало да садржи централно двориште са стакленим кровом.  Тог јула, McKim, Mead & White су поднели планове за крила F и G. Бруклински институт је претворио последње преостале просторије за складиштење у источном крилу у галерије у октобру 1911. Следећег месеца, изграђен је привремени приступни пут од авеније Флатбуш до задњег дела зграде. Вилс и Мартин, једна од фирми које су ангажоване за подизање нових крила, прогласила је банкрот у новембру 1913. Радови су потпуно обустављени у новембру 1914. године,  а недовршене структуре су почеле да пропадају. Због недостатка простора у згради, предворје и аудиторијум су коришћени за излагање уметничких дела. Бруклински институт је био приморан да одбије неке донације уметничких дела, јер радови нису могли бити изложени, док су друга уметничка дела морала бити смештена у складиште.

#### 1920-их до 1940-их
До 1920. године, станица Институт Парк њујоршког метроа отворена је испред Бруклинског музеја, што је значајно побољшало приступ некада изолованом музеју из Менхетна и других општина. У априлу 1922. године, гувернер Натан Л. Милер потписао је закон којим се овлашћује влада града Њујорка да изда обвезнице за финансирање крила Ф и Г Бруклинског музеја. Одбор за процену града Њујорка одбио је да одобри захтев повереника Бруклинског института за 875.000 долара,  а градоначелник Џон Франсис Хајлан је такође блокирао финансирање. Хајлан се предомислио након посете музеју, а Одбор за процену је издвојио 1,05 милиона долара за нова крила. Компанија McKim, Mead & White је израдила нове планове за крила F и G; до тог септембра, Одељење за паркове и рекреацију града Њујорка (NYC Parks) је требало да додели уговоре за крила. Галерија слика је отворена у музеју у новембру 1925. Следећег месеца, музејски службеници су отворили Етнолошку галерију, која је добила надимак „Дугина кућа“;  галерију је пројектовао кустос Стјуарт Кулин . Јапанска уметничка галерија отворена је у музеју у априлу 1927. године,  а музејске швајцарске готске, немачке и венецијанске галерије отворене су у мају те године.
Изградња музеја у Бруклину је заустављена 1928. године након година покушаја да се заврши. У то време, само 28 од 80 предложених статуа на фасади зграде је било постављено, а главни ходник север-југ није био завршен. Деветнаест соба из америчког периода отворено је у музеју крајем 1929. године. У мају 1934. године, Управа за паркове Њујорка одобрила је планове за уклањање главних улазних степеница,  које су замењене вратима у нивоу приземља.  Пројекат је такође обухватао изградњу две галерије поред хола,  као и ново уређење пејзажа и паркинг места. Овај посао су обавили радници Управе јавних радова . Галерија посвећена делима живих уметника отворена је у фебруару 1935. године,  а галерија персијске уметности отворена је два месеца касније. Реновирани улаз је званично отворен 5. октобра 1935. године.  Тог децембра, отворена је средњовековна уметничка галерија музеја. Такође је предложена галерија за индустријску уметност иза западног крила, али није изграђена. Реконструкција музеја је завршена у октобру 1937. године. Неколико колекција, укључујући египатску и асирску уметност, ренесансну уметност и текстил, први пут су изложене јавности.
До почетка 1938. године, музејски званичници су тражили више од 300.000 долара за поправку зграде музеја,  а тадашњи директор Филип Њуел Јуц је рекао да се делови зграде распадају. Уметничка школа Бруклинског музеја, раније део Бруклинске музичке академије, премештена је у Бруклински музеј 1941. године. Исте године отворен је центар за дистрибуцију уметничких дела на шестом спрату музеја, који је спонзорисала Администрација за напредак у изградњи радова . Ланац робних кућа Abraham & Straus донирао је 1948. године 50.000 долара за оснивање „лабораторије индустријског дизајна“ у Бруклинском музеју. До следеће године, званичници Бруклинског института су настојали да прошире музеј као део „огромног културног програма“. Планови су обухватали анекс са аудиторијумом од 2.500 места иза западног крила, који је требало да кошта 500.000 долара, као и општу реновацију постојећих објеката, која је требало да кошта 1,5 милиона долара. Нова предаваоница са 400 места отворена је у музеју тог септембра, у простору који су раније заузимале две египатске галерије. Да би привукао посетиоце, музеј је знатно проширио своје образовне програме крајем 1940-их.

#### 1950-их и 1960-их
Званичници Бруклинског института су 1951. године објавили планове за поправку Бруклинског музеја као део дугорочног плана института да музеј претвори у културни центар. Реновирање египатских галерија музеја почело је исте године. Реновирање египатских галерија, прва фаза реконструкције музеја вредне 3,5 милиона долара, завршено је у новембру 1953. Браун, Лофорд и Форбс су пројектовали задњи анекс за музеј 1955. године. Галерије музејског намештаја, скулптура и акварела поново су отворене 1957. године након друге фазе реновирања. Задњи анекс је садржао ново степениште,  које је водило до нових галерија на спратовима од четвртог до шестог спрата централног дела. Крајем педесетих година 20. века, музеју је понестајало средстава, а директор Едгар Ц. Шенк је за финансијске проблеме музеја кривио невољност становника Менхетна да пређу Ист Ривер како би посетили Бруклин. Због недостатка обезбеђења, музеј је био приморан да затвори неке галерије на скраћено радно време.
Још једна египатска галерија отворена је у априлу 1959. године,  а „библиотека узорака“ за наставу отворена је у јулу те године. Континуирани недостатак чувара приморао је Бруклински музеј да затвори два дана у недељи почетком 1961. године;  музеј се вратио на седмодневни рад у јуну 1961. године након што је град обезбедио новац за додатне чуваре. Да би привукао посетиоце, музеј је почео да нуди већи избор програма и додаје интерактивне изложбе и програме. Музеј у Бруклину је 1964. године објавио да ће изградити галерију за посебне изложбе на првом спрату и отворену галерију за радну собу/складиште на петом спрату. Сала Америке отворена је на првом спрату музеја следећег маја. Башта скулптура, која се састоји од архитектонских детаља спашених из срушених зграда широм Њујорка, отворена је у музеју у априлу 1966. Бруклински музеј и Метрополитански музеј уметности почели су да координирају заједничке програме и изложбе 1967. године.
Крајем 1960-их, музеј се поново суочио са недостатком финансирања; неколико галерија је привремено затворено због недостатка новца, а његов директор Томас Бихнер је разматрао затварање музеја два дана у недељи. Званичници музеја у Бруклину су такође желели да запосле додатне припаднике обезбеђења како би спречили криминал. Галерија заједнице Музеја у Бруклину, у којој су изложена уметничка дела црних Њујорчана, отворена је у октобру 1968. након залагања Федеративних института за културно обогаћивање (FICE), коалиције уметничких организација са седиштем у Бруклину. Галерија се налазила у уском ходнику у нивоу тла. Анри Гент, директор Галерије заједнице, проценио је 1970. године да је „можда 100.000“ додатних посетилаца привучено у музеј након отварања галерије,   укључујући и црне посетиоце који никада раније нису посетили музеј.

#### 1970-их и раних 1980-их
Музеј у Бруклину је наставио да се суочава са финансијским проблемима почетком 1970-их. Због недостатка чувара, средином 1971. године, музејски званичници су објавили да ће затварати музеј два дана недељно, омогућавајући свим галеријама да остану отворене чак и уз ограничено обезбеђење. Музеј је такође поново отворио својих 23 собе из тог периода тог октобра након једногодишњег затварања,  а отворили су и нову собу из тог периода, тематски уређену у приватној радној соби.  Званичници су планирали да преместе Галерију заједнице у посебан простор поред музеја;  галерија је била популарна међу гостима, али није имала довољно финансирања од самог музеја. До краја 1973. године, двадесет процената запослених у музеју је дало оставку усред спора око отпуштања другог запосленог од стране директора Данкана Ф. Камерона,  што је на крају довело до оставке самог Камерона те године. Даљи спорови око особља закомпликовали су потрагу за новим директором,  и многи запослени су ступили у штрајк 1974. године јер су желели да формирају синдикат.
До средине 1970-их, постојали су планови да се Дечји музеј у Бруклину и Уметничка школа музеја у Бруклину одвоје од музеја у Бруклину. У то време, музеј је од града добијао 1,5 милиона долара годишње. Четири галерије за корејску и јапанску уметност отворене су у музеју у октобру 1974. године,  а галерије афричке уметности поново су отворене у децембру 1976. године након проширења и реновирања. Музеј у Бруклину је такође почео реновирање 21 собе из америчког периода 1976. године. Након истраге из 1978. године о неким од музејских аквизиција, државни тужилац Луис Џ. Лефковиц препоручио је да музеј примени „свеобухватни етички кодекс“. Исте године, Бруклински музеј је сарађивао са Дизајнгрупом и египатском владом како би рестаурирао колекцију Музеја у Каиру . Због смањења буџета, Музеј у Бруклину је 1979. године укинуо своје одељење за блискоисточну уметност,  упркос чињеници да је музеј често аплицирао за федералне грантове у претходним годинама, од којих је већина одобрена од 1976. до 1978. године.
Две музејске собе из тог периода поново су отворене 1980. године након реновирања. До тада је директор Мајкл Ботвиник разматрао неколико мера за смањење буџетских дефицита музеја, укључујући преполовљење броја часова уметности, затварање музеја током радне недеље и организовање мањег броја изложби годишње. У то време, музеј је добијао 31 одсто својих средстава од града, што је већи проценат од других музеја у Њујорку;  град је и даље био власник саме зграде. Након што је Роберт Бак постао директор 1983. године, почео је да организује додатне часове уметности, привлачи чланове и прикупља новац за музеј,  који се мучио да се такмичи са познатијим институцијама на Менхетну. Године 1984, музеј је завршио реновирање својих последњих соба из тог периода  и отворио галерију за „декоративну уметност раног 19. века“. Непрофитабилна Уметничка школа Музеја у Бруклину затворена је исте године,  а музеј је добио 14 милиона долара градског финансирања за надоградњу система за контролу климе. Музеј је наставио са радом понедељком крајем 1984. године након што је добио додатна градска средства,  а телевизијске рекламе је почео да емитује 1985. године.

#### Средином 1980-их и 1990-их
Музеј у Бруклину је објавио мастер план у марту 1986. План је подразумевао удвостручавање изложбеног простора у згради са 41,8064 до 77.109,5232 квадратних метара У то време, музеј је могао истовремено да изложи само око пет процената своје колекције,  јер је његова зграда била једна шестина веће од првобитно планиране. Музеј је требало да прошири своје складиште, учионице и просторе за конзервацију и да дода аудиторијум. Бак се састао са руководиоцима свих одељења музеја како би утврдио колико им је простора за изложбе и складиштење потребно. Музеј је такође планирао нови улаз из Бруклинске ботаничке баште, која је имала двоструко више посетилаца годишње;   улаз у Ботаничку башту је планирала компанија McKim, Mead & White, али никада није реализован. Очекивало се да ће пројекат коштати од 50 до 100 милиона долара,   што је требало да буде финансирано из градског капиталног буџета.
Званичници музеја одржали су архитектонски конкурс за редизајн западног крила,  привукавши 103 такмичара;  ангажовали су Арату Исозакија из фирме James Stewart Polshek Partners тог октобра. Исозакијев дизајн је задржао велики део оригиналног плана компаније McKim, Mead & White, али је укључивао „велику дворану“ и трапезоидна дворишта,  као и угаони задњи зид и обелиск. Бак је изразио оптимизам да ће медијско извештавање о конкурсу за дизајн привући додатне посетиоце, чак и ако мастер план никада не буде у потпуности спроведен. Обим реновирања је брзо растао, а процењени трошкови су достигли 200 милиона долара до почетка 1988. Ирис и Б. Џералд Кантор су 1989. године донирали 3,5 милиона долара за музејску салу,  а град је дао још 2 милиона долара за друге радове. Музеј у Бруклину је 1990. године објавио да ће започети прву фазу реновирања, која је требало да кошта 31 милион долара. То је подразумевало претварање канцеларија у западном крилу на око 5.900 квадратних метара галеријског простора за своју египатску колекцију, као и изградњу складишног простора и аудиторијума.  Исте године, смањење буџета навело је званичнике музеја да отпусте запослене  и затворе своја врата понедељком.
Аудиторијум је отворен 1991. године; у то време, музеј није имао аудиторијум више од пола века. Око 3.100 квадратних метара  у западном крилу музеја поново је отворен као простор у новембру 1993. Реновирањем је задржан оригинални распоред просторија западног крила. Њујорк тајмс је описао Исозакијеву и Полшекову реновацију као циљ ка „чистим, спокојним просторима“; собе су имале јаворове подове, беле зидове, хоризонталне траке за осветљење и гранитне лајсне . Западно крило је преименовано по инвеститору Морису А. Шапиру и његовом брату, историчару уметности Мејеру Шапиру, почетком 1994. године, након што је Морис Шапиро донирао 5 милиона долара.
Бруклински музеј је променио име у Бруклински музеј уметности 1997. године. Према речима вршиоца дужности директора Линде С. Фербер, преименовање је било неопходно јер је „постојала већа забуна око идентитета музеја него што смо претпостављали“; на пример, многи посетиоци су и даље веровали да музеј има експонате из природне историје, што није био случај од 1934. године.

### 21. век
Званичници музеја у Бруклину ангажовали су архитекту Џејмса Полшека 2000. године да пројектује нови улаз са стакленим облогама за зграду, по цени од 55 милиона долара. Полшек је у то време описао главни улаз као „пустош“ и рекао је да жели да изгради „нови трем Бруклина“. Комисија за очување знаменитости града Њујорка одобрила је Полшеков дизајн, упркос противљењу заштитника споменика. Реновирање је коштало 63 милиона долара , а такође је додата и климатизација у целој згради музеја. Фондација Хенрија Луса је 2001. године доделила музеју грант од 10 милиона долара, којим је финансирана изградња Центра за америчку уметност Лус на петом спрату. Реновирање музеја је завршено у априлу 2004.  Истовремено, музеј је објавио да ће се вратити свом претходном називу, Музеј Бруклина. До тада се Бруклински музеј фокусирао на привлачење становника Бруклина, а не посетилаца из других општина. Центар за феминистичку уметност Елизабет А. Саклер отворен је на четвртом спрату музеја у марту 2007.
Музеј је темељно реновирао своју Велику дворану, која је поново отворена почетком 2011. године,  и исте године је преселио и поново отворио своју галерију афричке уметности на првом спрату. Површина 0,3855 квадратних метара  музејска продавница отворена  у Бруклинском музеју почетком 2012. године,  а касније те године и нови кафић. Луксузни ресторан Saul отворен је у оквиру Бруклинског музеја у октобру 2013. године,  променивши име у The Norm 2016. године. До средине 2010-их, музеј се суочавао са финансијским потешкоћама, а половина од 465.000 годишњих посетилаца није плаћала улазницу због предложене политике уласка музеја. Галерија кинеске уметности у Бруклинском музеју поново је отворена 2019. године.
Музеј је био привремено затворен од марта до октобра 2020. године због пандемије COVID-19 у Њујорку . Током протеста због смрти Џорџа Флојда у Њујорку у јуну 2020. године, музеј је учествовао у иницијативи „Отворите свој лоби“, као једна од две главне уметничке институције у Њујорку (заједно са МоМА PS1 ) које су демонстрантима пружиле склониште или ресурсе. Музеј у Бруклину је 2021. године добио 50 милиона долара од владе града Њујорка, што је највећа таква донација у историји музеја. Новац је требало да буде искоришћен за реновирање 3.700 квадратних метара у простор. Јужноазијске и исламске галерије музеја поново су отворене 2022. године, чиме је завршена 12-годишња реновација азијских галерија. Да би направио места за додатни изложбени простор, почетком 2024. године музеј је продао 200 предмета и садржај четири собе из тог периода. У јануару 2024. године, музеј је отворио свој Образовни центар Тоби Деван Луис, који садржи три студија и галерију. Музеј је почео да користи нови лого тог септембра. Због све већих финансијских дефицита, почетком 2025. године, музејски званичници су отпустили запослене и смањили број годишњих изложби.

## Зграда
Зграда Бруклинског музеја је челична конструкција обложена зидом, пројектована у неокласичном стилу од стране архитектонске фирме McKim, Mead, and White, а изграђена од стране Carlin Construction Company. Оригинална зграда музеја је проглашена за знаменитост града Њујорка  и додата је у Национални регистар историјских места у јуну 1978. године. Музеј дели велики градски блок са Централном библиотеком Бруклина, парком Маунт Проспект и Бруклинском ботаничком баштом на западу и југу.

### Спољашњост
Оригинални пројекат за Бруклински музеј предложио је грађевину четири пута већу од оне која је изграђена од 1893. до 1927. године, када је изградња завршена. Према пројекту, троспратна музејска зграда требало је да има неколико крила, центрираних око спомен-сале и груписаних око четири светлосна дворишта . Након што је Бруклин постао део ширег подручја Њујорка 1898. године, подршка пројекту је опала. Изграђена су само крила на северном крају, као и североисточни светлосни простор (познат као Аудиторијумски двор); резултујућа зграда у облику слова Л покрива површину од око 18 хектара. : 2–3 Иако су током година иза оригиналног источног крила изграђена додатна крила (чиме је створено садашње светлосно двориште), ништа није изграђено иза западног крила. : 2 Ово је навело „ Њујоршке дејли њуз“ да упореди зграду музеја са филмским сетом.

#### Главна фасада
Главна висина фасаде, окренуте ка северу дуж Источног парка, је 160 метара широка и састоји се од западног и источног крила, која са стране прате истурени павиљон са тремом . Додатни павиљони пројектују се са фасаде на оба краја. Централни портик садржи шест јонских стубова који носе забатон са скулптурама у тимпанону . : 2 До трема се првобитно приступало степеништем које је уклоњено 1936–1937. године. : 3  Данијел Честер Френч је био заслужан за скулптуре на фронтону. Френч је такође дизајнирао две алегоријске фигуре, Бруклин и Менхетн, које окружују улаз у музеј; оне су створене 1916. године за бруклински прилаз Менхетнском мосту и премештене су у музеј 1963. године. : 3  Изнад забата налази се бакарни грб са антемијем, као и ниска купола у облику тањира . : 2  Модерни главни улаз, који датира из Полшекове реновације из 2004. године, састоји се од стакленог павиљона са четири метална стуба, као и полукружног трга одмах испред. Сет циглених стубова, који су носили оригинално улазно степениште, пренамењен је у циглени лук 2004. године.
Павиљони на оба краја фасаде Источног парка само мало вире из фасаде и садрже стубове у јонском реду. Западно и источно крило су вертикално подељена пиластрима ; између сваког низа пиластара налазе се прозори са архитравима . Ентаблемент изнад пиластара садржи фриз са уписаним именима личности које представљају знање. : 2 
Фасада Источног парка је употпуњена са 20 монолитних фигура на венцу: по једна изнад сваког пиластра на западном и источном крилу, и четири изнад павиљона. : 2 Додатних десет фигура је извајано, по пет на западној и источној фасади најудаљенијих павиљона. Скулптуре су извајала браћа Пићирили, који су на фасади музеја извајали укупно 30 фигура. Четрнаест вајара је ангажовано да дизајнирају скулптуре, од којих свака мери 3,7 метара у висини. Да је цела зграда била завршена, било би укупно 80 скулптура, од којих би по 20 приказивало класичне теме, средњовековне и ренесансне теме, модерне европске и америчке теме и азијске теме. Тридесет постојећих скулптура састоји се од 20 класичних скулптура (10 грчких и 10 римских) на северној фасади, као и пет персијских и пет кинеских скулптура на бочним фасадама.

#### Остале фасаде
Источна фасада је окренута ка Вашингтон авенији, где је изграђен само павиљон на северном крају. Остатак источног дела је сличан оном на Источном парку, са пиластрима који га вертикално деле на седам отвора . За разлику од Источног парка, пиластри су на врху краћи пиластри уместо скулптура. : 2 Јужна фасада је окренута ка паркингу и садржи зидану фасаду и неколико прозора. : 3 Такође постоји анекс на југу, који је пројектовала фирма Браун, Лофорд и Форбс, а који садржи споредни улаз и степениште. : 3 

### Унутрашњост
Најстарији део зграде је мерио 59 са 22 метра и чинио је само око три процента онога што је првобитно планирано. У центру првог спрата налазила би се спомен-сала, док би се „велика сала скулптура“ простирала северно и јужно од спомен-сале. Западно од спомен-сале налазио би се галеријски простор за уметничка дела на позајмици, док би се на истоку налазио вишеспратни аудиторијум. Преостали углови првог спрата би укључивали неколико додатних галерија за сталне колекције музеја, а светлећи дворишта би излагала велике предмете. На другом спрату би се налазило више збирки и предаваоница, док би на трећем спрату биле библиотека, музичка соба и галерије за слике, домаћу уметност и науку. Додатни спрат, изнад централног дела зграде, би сместио више одељења музеја.
Главни хол, који је првобитно заузимао аудиторијум у приземљу, изграђен је средином 20. века као простор модерног стила. Иако је тадашњи директор Филип Њуел Јуц био главни архитекта, дизајн предворја је можда био под утицајем Вилијама Лесказеа, који је био Јуцов пријатељ. Предворје, са црним стакленим панелима и индиректним осветљењем, описано је у Водичу Светске академије архитектуре (WPA) за Њујорк из 1939. године као „пример најбољег у модерној архитектури... лишен разрађене декорације која тако често затрпава улазе јавних зграда“. Након реновирања 2011. године, предворје је редизајнирано као централна галерија двоструке висине, окружена 7,6 метара  колоне.

## Рад музеја
Бруклински музеј води непрофитна организација истог имена, која је основана 1935. године. Музеј је део Групе културних институција (Cultural Institutions Group – CIG), групе институција које се налазе на земљишту или у објектима у власништву градске управе Њујорка и добијају део свог годишњег финансирања од града. Током касног 20. века, музеј је такође био део Бруклинске образовно-културне алијансе.
Крајем 1980-их, музеј је био део иницијативе под називом Destination Brooklyn, која је имала за циљ да привуче туристе у Бруклин; ова иницијатива је замрла почетком 1990-их.

### Директори
Френклин Хупер био је први директор Бруклинског института и на тој функцији остао је 25 година, до своје смрти 1914. године.
Њега је наследио Вилијам Хенри Фокс, који је био директор од 1914. до пензионисања 1934. године.
Фокса је наследио Филип Њуел Јаутц, који је био директор од 1934. до 1938. године.
Лоренс Пејџ Робертс био је директор од 1938. до 1942. године, када је његова супруга Изабел Сполдинг Робертс преузела улогу вршиоца дужности у његово име;
Робертс је званично поднео оставку 1946. године.
Његов наследник, Чарлс Нагел Млађи, био је директор девет година до своје оставке 1955. године.
Едгар Крег Шенк је именован за директора недуго потом, и остао је на тој позицији до своје смрти 1959. године.
Данкан Ф. Камерон је преузео директорску функцију 1971. године, након Бухнерове оставке;  Сам Камерон је поднео оставку 1973. године. Мајкл Кан је именован за вршиоца дужности директора почетком 1974. године,  и служио је неколико месеци. Наследио га је Мајкл Ботвиник, који је именован 1974. и повукао се 1982. Роберт Т. Бак је постао директор 1983. године  и обављао је ту функцију до оставке 1996. године, након чега је Линда С. Фербер постала вршилац дужности директора. Од 1992. до 1995. године, Стефани Стебих је била Бакова помоћница редитеља. Арнолд Л. Леман је именован за директора музеја у априлу 1997. године,  а Леман је у септембру 2014. објавио да ће се пензионисати следеће године. У мају 2015. године, председница и уметничка директорка организације Creative Time, Ана Пастернак, именована је за следећу директорку музеја;  преузела је функцију 1. септембра 2015. године.
Од 2014. године, позиција директора је формално позната као Шелби Вајт и Леон Леви директор Музеја у Бруклину, након што је суоснивач Фондације Леона Левија, Шелби Вајт, донирао 5 милиона долара задужбини директора.

### Финансирање
Према веб-сајту музеја, он добија финансирање од градске владе, канцеларије председника општине Бруклин, канцеларије градоначелника, Градског већа Њујорка, државне владе, савезне владе и других агенција. Године 2005, музеј је био међу 406 уметничких и социјалних установа Њујорка које су добиле део гранта од 20 милиона долара од Карнеги корпорације, који је заузврат финансирао градоначелник Њујорка Мајкл Блумберг . Међу главним добротворима је историјски био и Френк Ласк Бабот . Музеј је место одржавања годишњег Бруклинског бала уметника, на којем су учествовале познате личности попут Саре Џесике Паркер и Лив Тајлер .
Пре пандемије COVID-19, Музеј у Бруклину је имао фонд од 108 милиона долара, али је музеј аплицирао за федерално финансирање путем Програма заштите плата након што је његов фонд опао за једну петину 2020. године. Усред пандемије и њеног негативног утицаја на приходе музеја, музеј је прикупио средства за фонд за плаћање бриге о колекцијама продајом или отписивањем уметничких дела. Продаја у октобру 2020. године обухватала је 12 дела уметника, укључујући Лукаса Кранаха Старијег, Гистава Курбеа и Жан-Батиста-Камија Короа,  док су остале продаје током тог месеца укључивале и модернистичке уметнике. Иако је то обично забрањивало Удружење директора уметничких музеја, удружење је дозволило да се таква продаја настави током двогодишњег периода до 2022. године као одговор на последице пандемије.

## Уметност и изложбе
Збирка Музеја у Бруклину садржи око 500.000 предмета. У двадесетом веку, изложбе у Бруклинском музеју настојале су да представе енциклопедијски поглед на уметност и културу, са фокусом на образовање широке јавности. До 21. века, Бруклински музеј је често био домаћин изложби које су промовисале културну разноликост и, посебно, недовољно заступљене демографске групе.

### Значајне изложбе
Године 1923, музеј је био једна од првих институција у САД која је излагала афричке предмете од ливеног метала и друге предмете као уметност, а не као етнолошке артефакте. Музејске аквизиције током овог периода обухватале су и разноврсне предмете попут ентеријера једне швајцарске куће,  витража,  и оргуља. Прва историјска соба музеја отворена је 1929. године; ове историјске собе представљале су домове грађана средње класе и неелите, за разлику од других музеја. који се углавном фокусирао на собе више класе из тог периода. Кућа Јанса Мартенсеа Шенка из 17. века постала је део колекције Бруклинског музеја педесетих година 20. века,  као и ентеријер једне собе у кући Џона Д. Рокфелера Млађег у центру Менхетна .
Године 1967, Федеративни институти за културно обогаћивање (FICE), коалиција уметничких организација са седиштем у Бруклину, захтевали су да Бруклински музеј изложи више дела уметника из општине, посебно афроамеричких уметника. Музеј је потом ангажовао црног кустоса Анрија Гента да води нову „Галерију заједнице“, коју је у почетку подржавао Савет за уметност државе Њујорк ;  радио је у музеју до 1972. Гентова прва изложба, Савремена афроамеричка уметност (1968), укључивала је уметнике Џоа Оверстрита, Кеј Браун, Френка Смита и Ота Нилса .
Изложба „Сензација“ колекције Чарлса Сачија изазвала је контроверзе између 1999. и 2000. године због укључивања дела као што је „Света Девица Марија“ Криса Офилија . Изложба је навела тадашњег градоначелника Рудолфа Ђулијанија да запрети да ће укинути градско финансирање музеја. У резултирајућој тужби,  судија окружног суда САД је пресудио да влада града Њујорка не може да ускрати градска средства Музеју у Бруклину на основу Првог амандмана .
Музеј је 2002. године добио дело „Вечера“, феминистичке уметнице Џуди Чикаго, као поклон од Фондације Елизабет А. Саклер. Његова стална изложба је почела 2007. године, као централни део музејског Центра за феминистичку уметност Елизабет А. Саклер . Године 2004, музеј у Бруклину је представио Манифест судбине, зграду 8 ft × 24 ft (2,4 m × 7,3 m) мурал уљане боје на дрвету, ауторке Алексис Рокман, који је музеј наручио као централни део галерије Мезанин на другом спрату и који је обележио отварање реновираног Великог лобија и трга музеја. На другим изложбама су представљена дела разних савремених уметника, укључујући Патрика Келија, Чака Клоуза, Дениса Питерсона, Рона Муека, Такашија Муракамија, Мета Бенотеа,  Кики Смит, Џима Дајна, Роберта Раушенберга, Чинг Хо Ченга, Силвију Слеј, Вилијама Вегмана, Џимија де Сану, Оскара Ји Хоуа, Басеру Кан, Лорејн О'Грејди, Џона Едмондса, Сесилију Викуњу, Соњу Гињансаку, и изложбу радова бруклинских уметника из 2004. године, „Дан отворених врата: Рад у Бруклину“ 
Године 2008, кустос Една Русман је објавила да верује да је 10 од 30 дела коптске уметности која се налазе у музејској колекцији - другој по величини у Северној Америци - лажно. Уметничка дела су излагана почев од 2009. године.
Почетком и средином 2018. године, музеј је био домаћин онога што је била последња станица путујуће изложбе „Дејвид Боуви је“, која је почела 2013. године у Лондону и посетила скоро десетак земаља пре него што је стигла до Музеја у Бруклину. Костими из телевизијских серија „Круна“ и „Краљичин гамбит“ били су изложени као део виртуелне изложбе „Краљица и круна“ у новембру 2020. Од јуна до септембра 2023. године, поводом педесете годишњице смрти Пабла Пикаса, музеј је био домаћин изложбе „It's Pablo-matic: Picasso According to Hannah Gadsby“, коју је курирала Хана Гадсби ;  иако је изложба била популарна, била је и веома контроверзна. Да би прославио 200. годишњицу оснивања Библиотеке шегрта у Бруклину, музеј је 2024. године покренуо низ посебних изложби и догађаја.

## Колекције

### Египатска, класична и древна блискоисточна уметност
Бруклински музеј гради колекцију египатских артефаката од почетка двадесетог века, укључујући и колекције купљене од других, као што је колекција америчког египтолога Чарлса Едвина Вилбура, чији су наследници такође донирали његову библиотеку да би постала музејска Вилбурова библиотека египтологије, и предмете добијене током археолошких ископавања које је спонзорисао музеј. Египатска колекција обухвата предмете који се крећу од статуа, као што је добро позната теракота фигура „Жаска птица“, до папирусних докумената (између осталог и Бруклински папирус ). Музеј има девет мумифицираних Египћана.
Египатске, класичне и древноисточне колекције смештене су у низу галерија у музеју. Египатски артефакти могу се наћи на дугорочној изложби „ Египат поново рођен: Уметност за вечност“, као и у галеријама Марте А. и Роберта С. Рубина. Артефакти Блиског истока налазе се у галерији Акоп Кеворкијан .

#### Избор из египатске колекције
- Скулптура „Жена птица“, преддинастичка женска фигурица
- Књига мртвих Амуновог златара, Собекмосе, 31.1777.
- Бруклински папирус, 664–332. п. н. е.
- Слика госпође Тјепу, 18. династија Новог краљевства, владавина Амунхотепа III, око 1390 . п. н. е., из гробнице бр. 181 у Теби, 65.197
- Парна статуа мужа и жене Небсена и Небет-те. Ново краљевство, XVIII династија, владавина Тутмеса IV или Аменхотепа III, око 1400 . године пре нове ере.

### Америчка уметност
„ Зимска сцена у Бруклину“ Франсиса Гаја ( око 1820. ) била је први предмет у музејској колекцији америчке уметности, завештана 1846. године. Године 1855, музеј је званично прогласио колекцију америчке уметности, а прво дело наручено за колекцију био је пејзаж Ашера Б. Дјуранда . Предмети у колекцији Америчке уметности укључују портрете, пастеле, скулптуре и графике; сви предмети у колекцији датирају из периода између око 1720. и око 1945. године.
У америчкој уметничкој колекцији заступљена су дела уметника као што су Вилијам Едмондсон ( Анђео, датум непознат), Пол Сезар Хеле скицира своју жену Алис Герен од стране Џона Сингера Сарџента (око 1889); Тамна стабла дрвећа Џорџије О'Киф (око 1946) и Осам звона Винслоуа Хомера (око 1887). Међу најпознатијим делима у колекцији су портрет Џорџа Вашингтона Гилберта Стјуарта и „Мирно краљевство “ Едварда Хикса . Музеј такође поседује колекцију Емила Фукса .
Дела из америчке уметничке колекције могу се наћи у различитим деловима музеја, укључујући и Врт скулптура породице Штајнберг и изложбу „Амерички идентитети: Нови изглед“, која се налази у оквиру Видимог складишта ▪ Студијског центра музеја. Укупно се у складишту налази приближно 2.000 предмета америчке уметности.

#### Избор из америчке колекције
- Чарлс Вилсон Пил, Џорџ Вашингтон, око 1776. године
- Гилберт Стјуарт, Портрет Исака Бареа, 1785.
- Самјуел Морс, Портрет Џона Адамса, 1816.
- Едвард Хикс, Мирно краљевство, око 1830–1840.
- Џон Џ. Одубон, Дивља ћурка, литографија, око 1861. године
- Истман Џонсон, Вожња за слободу – Одбегли робови, око 1862.
- Алберт Пинкам Рајдер, Вечерњи сјај Стара црвена крава, 1870–1875
- Алберт Пинкам Рајдер, Расипање вода је њихово поље, 1880.
- Винслоу Хомер, Североисточни ратник, око 1883.
- Ралф Алберт Блејклок, Месечина, 1885.
- Џорџ Инес, Излазак сунца, 1887.
- Томас Икинс, Летиција Вилсон Џордан, 1888.
- Џон Сингер Сарџент, Пол Сезар Елју скицира са супругом, 1889.
- Мери Касат, Тоалет, в. 1889–1894
- Чајлд Хасам, Касно поподне, Њујорк, зима, око 1900. године
- Томас Икинс, Вилијам Раш резбари своју алегоријску фигуру реке Шулкил, 1908.
- Вилијам Глекенс, Гола са јабуком, 1909–1910
- Џорџ Белоуз, Јутарњи снег – река Хадсон, 1910.
- Адолф Вајнман, Ноћ, око 1910. године
- Хенри Осава Танер, „Лук“, око 1914.
- Џорџија О'Киф, Плава 1, 1916.
- Марсден Хартли, Пејзаж, Нови Мексико, 1916–1920
- Џозеф Раслинг Микер, Акадијанци у Ачафалаји, „Евангелина“, 1871.

### Азијска уметност
Музеј је 2019. године поново отворио своје јапанске и кинеске експонате, након што је 2017. године поново инсталирао свој корејски део. Кинески део нуди дела из више од 5.000 година кинеске уметности и приказује савремена дела по редовном распореду. Јапанска галерија, са својих 7.000 предмета, највећа је азијска колекција музеја и позната је по делима народа Аину . Музеј такође поседује специјално издање „Сто познатих погледа на Едо“ које садржи посебну металну прашину. Музеју је поклоњен 1930-их, распакован 1970-их, изложен 2000. године, а затим поново 2024. године. Музеј је такође дом радова из Бутана, Индије, Непала, Пакистана и југоисточне Азије.

### Афричка уметност
Најстарије аквизиције у колекцији афричке уметности музеј је сакупио 1900. године, убрзо након оснивања музеја. Колекција је проширена 1922. године предметима који углавном потичу са подручја данашње Демократске Републике Конго . Следеће године, музеј је био домаћин једне од првих изложби афричке уметности у Сједињеним Државама.
Збирка афричке уметности Музеја у Бруклину садржи више од 6.000 предмета. Збирка афричке уметности покрива 2.500 година људске историје и укључује скулптуре, накит, маске и верске артефакте из више од 100 афричких култура. Значајни предмети у овој колекцији укључују резбарену ндоп фигуру краља Кубе, за коју се верује да је међу најстаријим сачуваним ндоп резбаријама, и фигуру мајке са дететом народа Лулуа.
Музеј је 2018. године наишао на критике група, укључујући Decolonize This Place, због ангажовања белкиње као консултантског кустоса афричке уметности.

#### Избор из афричке колекције
- Портрет Кубе Ндопа
- Златни јахач културе региона Ашанти у Гани

### Уметност Пацифичких острва
Музејска колекција уметности пацифичких острва започета је 1900. године набавком 100 дрвених фигура и лутака сенки из Нове Гвинеје и Холандских Источних Индија (сада Индонезија ); од тада, колекција је порасла и обухвата близу 5.000 дела. Уметничка дела у овој колекцији потичу са бројних острва Пацифика и Индијског океана, укључујући Хаваје и Нови Зеланд, као и са мање насељених острва попут Рапа Нуија и Вануатуа . Многе предмете са Маркизких острва у колекцији музеј је набавио од чувеног норвешког истраживача Тора Хејердала .
Уметнички предмети у овој колекцији израђени су од широког спектра материјала. Музеј наводи „кокосова влакна, перје, шкољке, глину, кости, људску косу, дрво, маховину и паукове мреже“  као један од материјала који се користе за израду уметничких дела, укључујући маске, тапа тканине, скулптуре и накит.

### Уметност исламског света
Музеј такође поседује уметничке предмете и историјске текстове које су створили муслимански уметници или о муслиманским личностима и културама.

#### Избор из колекције Исламски свет
- Бахрам Гур и дворјани које забавља Барбад музичар, страница из Шахнаме Фердоусија
- Зумуруд шах се склонио у планине, око 1570. године
- Михр 'Али (Иранац, активан око 1800–1830). Портрет Фатх-Али Схаха Каџара, 1815.
- Мухамед Хасан (Персијанац, активан 1808–1840). Принц Јахја, око 1830-их.
- Здела са куфским натписом, 10. век

### Џарвисова колекција уметности америчких староседелаца са равница
Музеј поседује колекцију артефаката америчких староседелаца коју је стекао др Натан Стерџес Џарвис (хирург) који је био стациониран у Форт Снелингу, Минесота, од 1833. до 1836. године.
- Интарзирана лула са две стране, сакупљена у Форт Снелингу 1833-1836.

### Центар за феминистичку уметност Елизабет А. Саклер
Музејски центар за феминистичку уметност отворен је 2007. године. Простире се на површини од 770 квадратних метара,  посвећен је очувању историје покрета од краја 20. века, као и подизању свести о феминистичким доприносима уметности и информисању о будућности ове области уметничког дијалога. Поред изложбеног простора и библиотеке, центар садржи и галерију у којој се налази ремек-дело Џуди Чикаго, велика инсталација под називом „Вечера“ (1974–1979).

### Европска уметност
Бруклински музеј има, између осталих, слике касне готике и ране италијанске ренесансе Лоренца ди Никола („Сцене из живота Светог Лоренса“), Сано ди Пјетра, Нарда ди Чонеа, Лоренца Монака, Доната де Бардија („Свети Јероним“), Ђованија Белинија . Има холандске слике Франса Халса, Жерара Дуа и Томаса де Кајзера, као и других. Садржи француске слике из 19. века Шарла Добињија, Нарциса Виргилија Дијаза, Ежена Будена („Лука, Хавр“), Берте Моризо, Едгара Дега, Гистава Кајбота („Железнички мост у Аржантеју“), Клода Монеа („Палата Дуждез Ал Француз“) Камил Писаро и Пол Сезан као и многи други.

#### Избор из европске колекције
- Лоренцо ди Николо, Свети Лаврентије сахрањен у гробници Светог Стефана, 1410–1414, темпера и злато обрађено на тополу, 33 × 36 цм
- Сано ди Пјетро, Триптих Мадоне са дететом, Светим Јаковом и Светим Јованом Јеванђелистом, око 1460 и 1462. године
- Вилијам Блејк (Британски, 1757–1827) Велики црвени змај и жена обучена у сунце (Откр. 12: 1–4), око 1803–1805
- Ежен Делакроа, Дездемона проклета од оца (Десдемона маудите пар сон пере), око 1850 –1854
- Оноре Домије, Два колеге (адвокати) ( Лес деук цонфререс Авоцатс ), између 1865. и 1870.
- Гистав Курбе, Ивица базена, 1867
- Едгар Дегас, Портрет госпође Ежени Фиокре, 1867–1868
- Алфред Сисли, Поплава у Морету (Инондатион а Морет), 1879.
- Гистав Кајбот, Јабука у цвету (Поммиер ен флеурс), око 1885
- Жил Бретон, Крај радног дана (Fin du travail), око 1886 –1887
- Винсент ван Гог, Чемпреси (Les Cyprès), 1889, перо од јеске, графит, перо, смеђе и црно мастило на белом папиру „wove latune et cie balkons“
- Анри де Тулуз-Лотрек, У Мулен Ружу (Ау Моулин Роуге), ц. 1892. године
- Клод Моне, Црква у Вернону, 1894.
- Клод Моне, Ефект сунчеве светлости у Парламенту (Ле Парлемент еффет де солеил), 1903.
- Клод Моне, Дуждова палата (Le Palais ducal), 1908
- Пиерре-Аугусте Реноир, Лес Вигнес а Цагнес, 1908.
- Андре Дерен, Пејзаж у Прованси ( Паисаге де Провенце ), ц. 1908

### Остале колекције
Музејска колекција костима је створена 1946. године,  а Колекција текстила и костима је откривена 1977. године. Колекцију, састављену од америчке и европске одеће, Њујорк тајмс је описао као „једну од најбољих на свету“. Уклоњена из јавног приказа 1991. године,  колекција је 2008. године пренета у Институт за костиме Метрополитен музеја уметности.  
Музеј у Бруклину има колекцију фотографија од 19. века. Музеј у почетку није тражио фотографије за своју колекцију, која се у почетку састојала искључиво од поклона фотографа и колекционара. Од 1993. године, колекција је део Одељења за графику, цртеже и фотографије.
Музејска башта скулптура породице Штајнберг сакупила је архитектонске елементе из целог Њујорка. Врт скулптура датира из 1966. године  и обухвата објекте као што су капители зграде Бајард-Кондикт и скулптуре на улазу на Менхетнски мост у Бруклину.

## Библиотеке и архиве
Библиотеке и архиве музеја у Бруклину садрже приближно 300.000 књига и преко 980 метара архива. Колекција је започета 1823. године и смештена је у објектима који су реновирани 1965, 1984. и 2014. године.

## Програми
Прве суботе у месецу, Музеј у Бруклину је отворен до 11 часова. поподне, а општи улаз је укинут после 17 часова поподне, мада неке изложбе са улазницама могу захтевати накнаду за улаз. Редовне активности прве суботе укључују едукативне активности за породице, као што су уметничке радионице засноване на колекцијама, обиласци галерија, предавања, наступи уживо и плесне забаве. Музеј је почео да организује Прве суботе у октобру 1998. године,  а догађај је привукао укупно 1,5 милиона посетилаца ажурирано: 2023. 
Као део Програма за шегрте у музеју, музеј запошљава тинејџере средњошколце да током лета воде обиласке музејских галерија, помажу у викенд породичним програмима музеја током целе године, учествују у разговорима са кустосима музеја, служе као саветодавни одбор за тинејџере музеја и помажу у планирању тинејџерских догађаја. Музеј такође води Програм стипендирања за музејско образовање, десетомесечну позицију у којој стипендисти воде посете школских група са фокусом на различите теме из колекције. Стипендисти за школску омладину и породице предају програме галерије и школска партнерства, док стипендисти за програме за одрасле и јавност курирају и организују програме четвртком увече, као и прве суботе.
Музеј је објавио многе експонате у дигиталној колекцији која омогућава јавности да означава и курира скупове предмета онлајн, као и да тражи додатне стипендије. Музејска апликација ASK омогућава посетиоцима да разговарају са особљем и едукаторима о делима у колекцији.

## Присуство
Пре Другог светског рата, музеј је нудио бесплатан улаз и редовно је привлачио преко милион посетилаца годишње. Музеј је 1934. године пријавио 940.000 годишњих посетилаца, док је његова библиотека имала 40.000 посетилаца. Покровитељство је опало заједно са економијом Бруклина средином 20. века;  до почетка 1950-их било је око 470.000 посетилаца годишње. Музеј је 1971. године забележио милион посетилаца, први пут после скоро четири деценије. Средином 1980-их, музеј је имао 300.000 посетилаца годишње, што је много мање од Музеја модерне уметности или Метрополитен музеја уметности на Менхетну. Годишња посећеност музеја, која је средином 1990-их стагнирала на 250.000, скоро се удвостручила до 1999. године након што је музеј одржао неколико популарних изложби,  достигавши врхунац од 585.000 1998. године. Музеј је до 2009. године имао само 326.000 посетилаца,  али је посећеност порасла на 465.000 до 2017. године.
Њујорк тајмс је пад посећености делимично приписао политикама које је увео тадашњи директор Арнолд Леман, који је одлучио да усмери енергију музеја на „популизам“, са изложбама на теме као што су „филмови Звезданих ратова и хип-хоп музика“ , а не на класичније уметничке теме. Леман је такође донео контроверзније експонате, као што је изложба из 1999. године која је укључивала озлоглашену слику Криса Офилија „Света Девица Марија“ украшену изметом, у музеј. Према Тајмсу :
„Квалитет њихових изложби је опао“, рекао је Роберт Стор, декан Уметничке школе Универзитета Јејл и становник Бруклина. „ ' Ратови звезда ' показују најгору врсту популизма.“ Мислим да они заиста не разумеју где се налазе. Средиште уметничког света је сада у Бруклину; то је све софистициранија публика и одувек је била.
С друге стране, Леман каже да демографија посетилаца музеја показује нови ниво разноликости. Према писању листа „Њујорк тајмс“, „просечна старост [посетилаца музеја у анкети из 2008. године] била је 35 година, велики део посетилаца (40 процената) дошао је из Бруклина, а више од 40 процената се идентификовало као људи друге боје коже.“  Леман наводи да је интерес музеја да буде гостољубив и привлачан свим потенцијалним посетиоцима музеја, а не да једноставно окупи велики број њих.
Ажурирано: 2023., the Brooklyn Museum has a pay what you want policy for general-admission tickets. Half of patrons did not pay any admission in 2017.

## Радови и публикације
- Choi, Connie H.; Hermo, Carmen; Hockley, Rujeko; Morris, Catherine; Weissberg, Stephanie (2017).  Morris, Catherine; Hockley, Rujeko, ур. We Wanted a Revolution: Black Radical Women, 1965–85 / A Sourcebook (Exhibition catalog). Brooklyn, New York: Brooklyn Museum. ISBN 978-0-872-73183-7. OCLC 964698467. – Published on the occasion of an exhibition at the Brooklyn Museum, April 21 – September 17, 2017